# Gerhard von Kamptz
Gerhard von Kamptz (født 27. december 1902 i Koppaschütz i Schroda/Posen, i dag Polen, død 16. maj 1998 i Kiel) var en tysk søofficer (Kapitän zur See), der blev udnævnt til kommandant på Bornholm i marts 1945.

## Karriere
Gerhard von Kamptz voksede op på godset Koppaschütz i den preussiske provins Schlesien. Som 14-årig blev han elev på kadetanstalten i Wahlstatt i Schlesien og to år senere kom han til elitekadetanstalten Groß Lichterfelde i Berlin, hvor han var elev indtil anstalten i marts 1920 blev opløst i henhold til en bestemmelse i Versailles-traktaten.
I 1923 indtrådte han i Weimarrepublikkens rigsmarine og blev udnævnt til Leutnant zur See i 1927, hvorefter han gjorde tjeneste i en minestrygerenhed (1. Räumbootsflottille). Han blev udnævnt til Kapitänleutnant 1935 og blev 1938 chef for 2. Räumbootsflottille. I 1939 fik von Kamptz den næste højere grad, Korvettenkapitän. Ved angrebet på Norge den 9. april 1940 gjorde han sig med sin enhed så heldigt bemærket, at han den 6. oktober 1940 blev tildelt jernkorsets ridderkors. Fra 1941 var han chef for minestryger- og ledsageenheder, som hovedsagelig havde med beskyttelse af konvojer i Middelhavet at gøre. For sine fortjenester i den forbindelse blev von Kamptz den 14. april 1943 tildelt det 225. egeløv til jernkorsets ridderkors. Pr. 1. juli 1943 blev han udnævnt til Kapitän zur See og i oktober 1943 blev han chef for Kriegsmarines mineskole (Sperrwaffenschule), som netop var flyttet fra Kiel til Sønderborg. I oktober 1944 blev han afdelingsleder i Oberkommando der Marine (OKM) og den 5. marts 1945 kom udnævnelsen til kommandant på Bornholm.

## Kommandant på Bornholm
I von Kamptzs tid som kommandant på Bornholm blev antallet af tyske soldater på øen voldsomt forøget, og desuden kom et stort antal civile tyskere, som var flygtet fra den hurtigt fremtrængende røde hær til øen. Der blev gjort forberedelser til at forsvare øen mod et sovjetisk angreb bl.a. ved bygning af feltbefæstninger omkring Rønne. Da den tyske kapitulation til feltmarskal Montgomery var en kendsgerning den 5. maj 1945, accepterede von Kamptz, at det nu var modstandsbevægelsens styrker på Bornholm under ledelse af regionschefen, løjtnant A.H. Jørgensen, som var ansvarlig for ro og orden, men fastholdt, at han havde ordre til, at forsvare øen mod evt. angribende sovjetiske styrker.
Den 7. maj om morgenen blev der skudt mod sovjetiske opklaringsfly fra et tysk luftværnsbatteri på Nexø havn. Dette resulterede senere samme dag i sovjetiske luftbombardementer af Nexø og Rønne. Samtidig blev der nedkastet flyveblade med en opfordring til den tyske kommandant om at overgive sig og sende parlamentærer til havnen i Kolberg (Kołobrzeg i det nuværende Polen, hvortil der var færgeforbindelse fra Nexø) inden den 8. maj kl. 10.00. Von Kamptz meddelte imidlertid den danske regionsleder, A.H. Jørgensen, at flyvebladet ikke ville blive besvaret, og at han fortsat havde ordre til at forsvare øen. Den 8. maj kort efter fristens udløb blev der rettet et voldsomt luftangreb mod Rønne. Samme dag blev kommandoen over de tyske styrker på Bornholm overtaget af artillerigeneral Rolf Wuthmann, som var kommet til Bornholm fra Østpreussen, og dagen efter, den 9. maj gik sovjetiske styrker i land i Rønne uden at møde modstand. Von Kamptz, general Wuthmann og andre højere tyske officerer blev straks taget som krigsfanger og overført til Kolberg i Pommern.

## Efter krigen
Gerhard von Kamptz kom til at tilbringe knap 9 år i sovjetisk fangenskab. Den 1. januar 1954 blev han frigivet og vendte tilbage til Vesttyskland, hvor han bosatte sig i Kiel. Her levede han til sin død i 1998 i en alder af 95 år. Han besøgte Bornholm to gange efter krigen, men uden at give sig til kende. Bornholms Tidende fik dog et interview med ham i 1982 under et af besøgene.

## Vurdering
Gerhard von Kamptz var uden tvivl en meget dygtig officer, men beskrives også som en stivnakket og fanatisk person. Han udviste dog i nogle tilfælde en rimelig moderat holdning, f.eks. da der den 18. april 1944 udbrød uroligheder i Sønderborg efter at et tysk krigsskib havde skudt mod broen over Alssund fordi broklappen ikke blev åbnet hurtig nok. I forbindelse med den tyske kapitulation 1945 blev von Kamptz som kommandant på Bornholm bragt i et alvorligt dilemma, idet Bornholm på den ene side hørte til Danmark, hvor våbenhvilen og dermed freden var indtrådt, mens han på den anden side lige til det sidste havde klare ordrer fra sine foresatte om ikke at overgive sig til de sovjetiske styrker, men kun til briterne. Von Kamptz holdt sig til sine ordrer og valgte derfor at skyde på de sovjetiske fly. At russerne svarede med vilkårlige fladebombardementer af civile mål, kan ikke lægges ham til last.
Von Kamptz gav ved flere lejligheder udtryk for en nazistisk overbevisning og holdt tilsyneladende fast ved den også efter tilbagekomsten fra krigsfangenskabet. Det vides, at han havde kontakt med den kendte tyske neonazist Thies Christophersen, som en overgang boede i Kollund ved Flensborg Fjord.